# Uádi

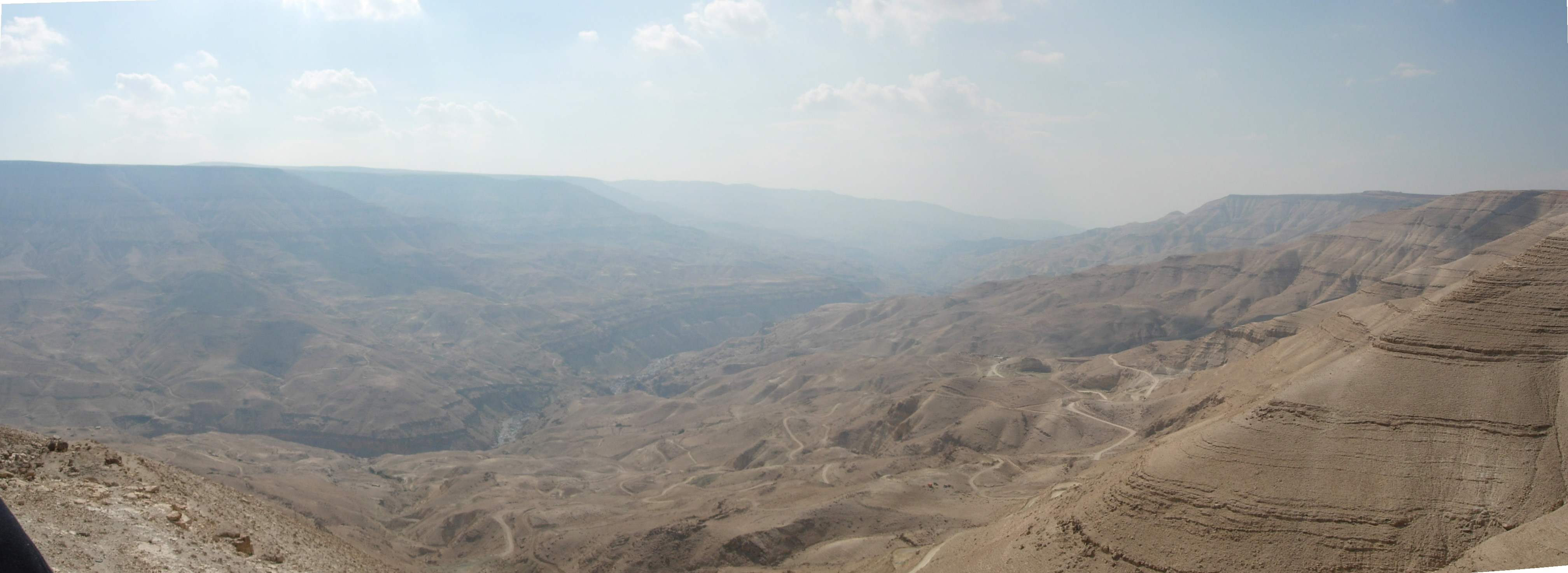
Uádi ao sul de Amã, Jordânia

Um uádi, uade, uédi ou uede (do árabe وادي‎; romaniz.: wádí, "águas mananciais, rio", plural de wád) é um leito seco de rio no qual as águas correm apenas na estação das chuvas. O termo é usado nas regiões desérticas da Norte da África e da Ásia e é muito comum em topônimos. Como exemplo, resta na toponímia de muitos rios do sul da Península Ibérica, como o Guadiana, o Guadalquivir, o Guadalete, o Guadalfeo ou o Guadarrama.